# Ballekere, Nagamangala
Ballekere là một làng thuộc tehsil Nagamangala, huyện Mandya, bang Karnataka, Ấn Độ.